# VII Premis Simón
La VII edició dels Premis Simón va culminar amb el lliurament dels guardons en una cerimònia que va tenir lloc el 30 de juny de 2018 en sala Mozart de l'Auditori de Saragossa que va suposar una reivindicació de la contribució de les dones. Ho va dirigir Blanca Resano sobre un guió de Susana Martínez Pérez, encarregant-se de la presentació l'actriu Amor Pérez. En aquesta ocasió va haver-hi deu categories competitives, igual que l'any anterior, però no es van lliurar ni el premi al millor videoclip —que es va traslladar a la cerimònia dels Premis de la Música Aragonesa— ni el Simón al millor llargmetratge —per la manca de pel·lícules d'aquesta extensió que complissin els requisits—; a canvi es va recuperar el premi al millor muntatge i es va crear un nou per al millor vestuari.
Davant l'absència de llargmetratges a concurs, el film triomfador va ser el curtmetratge El color de la sed, que va guanyar els premis a millor direcció, fotografia i producció. Les pel·lícules Los hombres de verdad no lloran i 1 D. Una mañana de invierno van obtenir dos premis cadascuna. En un altre ordre de coses, destaca la concessió del premi a la millor interpretació a l'actriu Carmen Gutiérrez per un treball no cinematogràfic, sinó realitzat en la sèrie de televisió Grupo 2 Homicidios.

## Premiats
| Categoria            | Premiat                                         | Labor premiada                                       | Finalistes                                                                                    |
| -------------------- | ----------------------------------------------- | ---------------------------------------------------- | --------------------------------------------------------------------------------------------- |
| Simón d'honor        | Gabriel Latorre                                 | Trajectòria                                          |                                                                                               |
| Millor interpretació | Carmen Gutiérrez                                | «El crimen de la pensión» de Grupo 2 Homicidios      | Ana Soro Jorge Usón (dues vegades) Juan Fernández Laura Contreras                             |
| Millor curtmetratge  | Los hombres de verdad no lloran de Lucas Castán | Película                                             | Acogido El color de la sed Némesis Vergüenza                                                  |
| Millor direcció      | Gala Gracia                                     | El color de la sed                                   | Lucas Castán Miguel Casanova Roberto Roldán (dues vegades)                                    |
| Millor documental    | Buscando a Djeneba de José Manuel Herraiz       | Película                                             | El viaje en la oscuridad de Rayers Sam Gurs, historia y memoria Local 7 María Moliner         |
| Millor guió          | Lucas Castán                                    | Los hombres de verdad no lloran                      | Carlos Mateos Gaizka Urresti Gala Gracia Miguel Casanova                                      |
| Millor fotografia    | Daniel Vergara                                  | El color de la sed                                   | Daniel Vergara Fernando Gil G. Jorge Bautista Sergio de Una                                   |
| Millor producció     | Estela Rasal                                    | El color de la sed                                   | Camino Ivars y Javier Llovería Fernando Yarza y Anabel Beltrán Jorge Nebra Lucas y Mateo Sáez |
| Millor muntatge      | Antonio Hurtado                                 | 11 D. Una mañana de invierno (parte documental)      | Jorge Nebra Luis Calles Toño Egea y Antonio Hurtado Toño Egea y Maxi Campo                    |
| Millor vestuari      | Ana Sanagustín                                  | 11 D. Una mañana de invierno                         | Ana Sanagustín (dues vegades) Laura Sanz Manuela Mercado                                      |
| Categoria especial   | Ana Bruned                                      | Maquillatge i perruqueria de Las pesadillas de Cajal | Cristina Sánchez Jaume Esteve (dues vegades) Luis Sorando                                     |